# Little Italy (Vancouver)

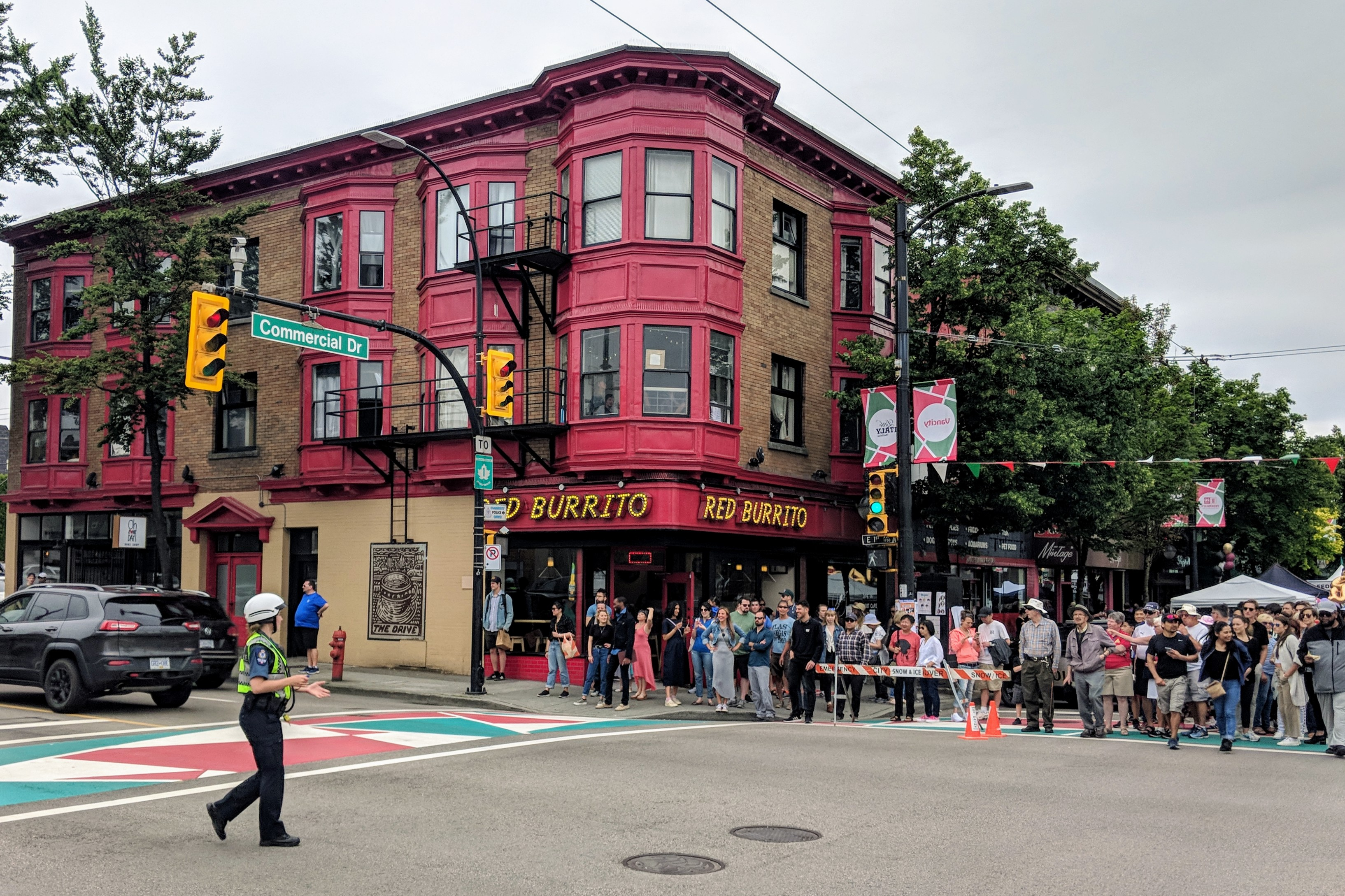
Italian Festival a Vancouver

Little Italy è un'area nella parte orientale di Vancouver. Si trova nel quartiere di Grandview – Woodland e coincide con l'area di Commercial Drive.
Storicamente quest'area era un quartiere italiano. Oggi, dopo un periodo di costante declino dell'area, è di nuovo un vivace centro commerciale multiculturale.

## Storia
Prima degli anni '30, la maggior parte degli immigrati italiani si stabilì in quello che oggi è il distretto di Strathcona mentre, negli anni Quaranta e Cinquanta la maggior parte degli si stabilì nell'area settentrionale di Commercial Drive. Negli anni '60, molte imprese italiane sorsero anche nell'area di Hastings e Nanaimo, ma il nucleo culturale rimase su Commercial Drive. Gli italiani furono molto influenti in quest'area dagli anni '40 fino alla metà degli anni '70.
Nella metà degli anni '70, una combinazione di assimilazione culturale, immigrazione non italiana, movimento verso le periferie e divisioni all'interno della comunità italiana portarono al declino dell'influenza e della concentrazione italiane in Little Italy. Oggi l'area è di nuovo un vivace centro culturale e commerciale, ma a causa dell'immigrazione di altri popoli, il carattere italiano dell'area è notevolmente diminuita.
Il 6 aprile 2016 i consiglieri comunali di Vancouver hanno votato all'unanimità per dichiarare l'area come Little Italy. Il 12 giugno si è tenuta una cerimonia di taglio del nastro per riconoscere ufficialmente un tratto di otto isolati di Commercial Drive come Little Italy.

## Italiani a Metro Vancouver oggi
Oggi ci sono ancora molte aziende e organizzazioni culturali italiane a Vancouver e le persone di origine italiana che vivono nell'area di Greater Vancouver sono circa 75.000.  Tuttavia, nessuna singola area particolare è prevalentemente italiana nella concentrazione.
Burnaby Heights, pur non essendo un quartiere italiano, ha una cospicua presenza di italo-canadesi. East Hastings Street, tra Boundary e Duthie, è un'altra zona dove hanno sede attività commerciali della comunità italiana quali caffè, gastronomie, ristoranti e negozi di merci importate. Nelle vicinanze si trovano due chiese cattoliche che offrono messe in italiano: Sant'Elena e Santa Croce. Gli italiani più anziani e di prima generazione si riuniscono spesso nel vicino Confederation Park per giocare a bocce.